# Rhodochlora gaujoniaria
Rhodochlora gaujoniaria là một loài bướm đêm trong họ Geometridae.